# پدرو میگل
پدرو میگل کاروالیو دئوس کوریا (عربی: بیدرو میغیل کارفالیو دیوس کورییا؛ زادهٔ ۶ اوت ۱۹۹۰) معروف به رو رو (عربی: رُو رُو؛ پرتغالی: Ró-Ró) یک فوتبالیست حرفه‌ای است که برای تیم فوتبال السد و تیم ملی قطر در پست دفاع بازی می‌کند. او پس از بازی در لیگ فوتبال پرتغال، پس از ورود به قطر در ژانویه ۲۰۱۱، برای الاهلی و السد در لیگ ستارگان قطر بازی کرده‌است.

## باشگاهی
از باشگاه‌هایی که در آن بازی کرده‌است می‌توان به الاهلی قطر، السد اشاره کرد.

## تیم ملی
وی همچنین در تیم ملی فوتبال قطر بازی کرده‌است.